# Rudison Ferreira
Rudison Nogueira Ferreira, né le 15 février 1983 à Mariana au Brésil, est un footballeur brésilien, ayant acquis la nationalité française[réf. nécessaire].
Son poste de prédilection est le milieu offensif.

## Carrière
Il a été formé au São Paulo FC en compagnie notamment de Kaká et Grafite. Il rejoint ensuite la Serbie où il est nommé meilleur jeune espoir[réf. nécessaire]. Il évolue de 2003 à 2007 en France, puis en Belgique pendant deux ans, enfin en Roumanie et en Azerbaïdjan,,.

## Clubs
- 1994-2000 : São Paulo FC  Brésil
- 2001-2002 : FK Borac Čačak  Serbie
- 2002-2003 : OFK Belgrade  Serbie
- 2003-2005 : SCO Angers  France
- 2005-2005 : Le Havre AC  France
- 2005-2006 : SO Romorantin  France
- 2006-2007 : Le Havre AC  France
- 2007-2008 : SV Zulte Waregem  Belgique
- 2008-2009 : KV Ostende  Belgique
- 2009 : FC Ceahlăul Piatra Neamț  Roumanie
- 2010 : Jeunesse Sportive Saint-Pierroise  La Réunion
- 2011 : FC Dieppe  France

## Sélections
- Il a été sélectionné en équipe du Brésil de football juniors.